# Мамія I Дадіані
Мамія I Дадіані (груз. მამია I დადიანი; д/н — 1345) — еріставі Одіши (Мегрелії) у 1323—1345 роках.

## Життєпис
Син еріставі Георгія I. 1323 року спадкував титул і володіння. Користувався слабкістю царів Західної Грузії Костянтина I і Михайла I для розширення самостійності та володінь, підкоривши Гурію та північну Абхазію. З цього часу часто став зватися Дадіані-Гуріелі.
Втім у 1330 році, коли Західну Грузію приєднав цар Георгій V, то Мамія I Дадіані не чинив йому спротив, визнавши його своїм сюзереном. Зберігав вірність тому до самої своєї смерті 1345 року. Спадкував Мамії син Георгій II.